# Юрдакул, Мехмет Эмин
Мехмет Эмин Юрдакул (13 мая 1869 — 14 января 1944) — турецкий поэт и писатель.

## Биография
Родился в стамбульском районе Бешикташ. Вследствие финансовых трудностей, не смог окончить школу. Затем учился в юридическом лицее, но был вынужден прервать учёбу, поскольку не имел денег на оплату обучения. Ему удалось опубликовать свою первую поэму «Добродетель и дворянство» (Fazilet ve Asalet), после этого он был взят на службу чиновником. Посещал лекции проповедника Джамалуддина аль-Афгани, оказавшего на него большое влияние.
В 1897 году, после начала первой греко-турецкой войны, был издан первый сборник поэзии Юрдакула «Турецкие стихи», произведения которого носят националистический оттенок. В 1907 году примкнул к комитету «Единение и прогресс». В связи с работой чиновником неоднократно переезжал. В 1911 году из-за проблем со здоровьем уволился со службы и вернулся в Стамбул. В 1914 году опубликовал сборник стихов «Турецкий саз», в котором критиковал монархию, но в более поздних стихах вновь проявил себя в качестве националиста.
После провозглашения Турецкой республики неоднократно избирался в Великое национальное собрание. После принятия в 1934 году закона о фамилиях взял фамилию «Юрдакул».
Похоронен на кладбище Зинджирликую.